# Biennal
Biennal (italienska biennale, från latinets biennalis, "tvåårig") är en utställning eller dylikt som återkommer vartannat år.
Vanliga exempel på biennaler är konst- och filmbiennaler. Venedigbiennalen är den äldsta ännu organiserade konstbiennalen.

## Lista över biennaler

### Konstbiennaler
- Berlinbiennalen
- Bästa Biennalen!
- Florensbiennalen
- Göteborgs Internationella Konstbiennal
- Istanbul Biennal
- Kitschbiennalen
- Luleå Art Biennial, LAB
- Örebro Open Art
- Venedigbiennalen
- Whitney Biennial

### Övriga biennaler
- Träbiennalen i Virserum
- Flamencobiennalen i Sevilla
- Scenkonstbiennalen[2]